# 伊絲塔區

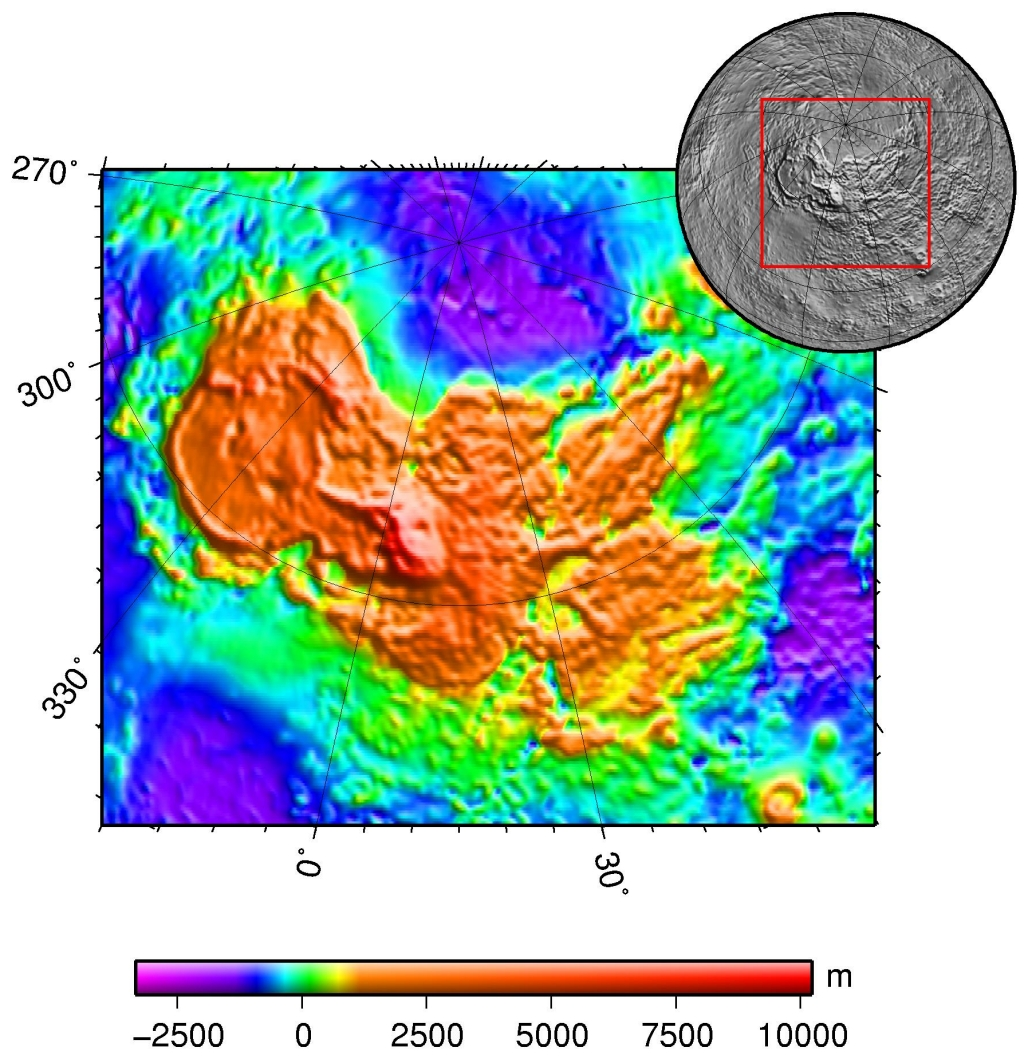
伊师塔地地形图

伊师塔地（Ishtar Terra），是金星上两个主要高地中较小的一个，位于金星北半球靠近北极的地区。伊师塔地得名于阿卡德神话中的女神伊师塔。
伊师塔地的面积大致介于澳大利亚和美国之间，其东缘是雄伟的麦克斯韦山脉，最高峰高达1.1万米。伊师塔地北有弗蕾亚山脉，西有阿克娜山脉，南有达努山脉。四条山脉围绕着中央相对较低的吉祥天高原。